# Diamond Eyes
Diamond Eyes je šesté studiové album od americké alternative metalové kapely Deftones. Deska se dostala do prodeje 4. května 2010 a umístila se na šestém místě Billboard 200 s 62 000 prodanými kusy v otevíracím týdnu. Původně mělo být šesté studiové album CD zvané Eros, ale jeho tvorba byla odložena na neurčito. Na nahrávce se již nepodílí baskytarista Chi Cheng (který se po autonehodě ze 4. listopadu 2008 ocitl v kómatu) a jeho místo při nahrávání desky zastoupil Sergio Vega.
Po hudební stránce se Diamond Eyes může chlubit agresivnějším zvukem, jenž připomíná počátky skupiny (především druhé album Around the Fur). Navzdory tragédii v podobě těžkého zranění Chi Chenga má deska optimistický ráz. Frontman Chino Moreno popsal texty na Diamond Eyes jako „pozitivní příchuť života s fantazijním nádechem“.
Nahrávka se dočkala velmi kladných recenzí od hudebních kritiků.
- Stephen Thomas Erlewine z Allmusic ocenil především celkové pojetí alba, hlavně jeho velkou atmosféričnost.
- Recenzent Sputnikmusic, Nick Greer, o CD prohlásil: „Jde o nejlepší počin Deftones v celé historii kapely."
- Petr Adámek z Musicserver.cz jednoduše napsal: „Diamond Eyes ukazuje Deftones ve skvělé formě se všemi jejich přednostmi."

Z desky pochází čtyři singly: „Rocket Skates", „Diamond Eyes", „Sextape" a „You've Seen The Butcher". Největšího úspěchu se dočkala píseň „Diamond Eyes", která se probojovala na desáté místo hitparády Hot Mainstream Rock Tracks. Na všechny singly byly vytvořeny oficiální videoklipy.

## Seznam skladeb
1. „Diamond Eyes" – 3:08 (videoklip)
2. „Royal" – 3:32
3. „CMND/CTRL" – 2:25
4. „You've Seen The Butcher" – 3:31 (videoklip)
5. „Beauty School" – 4:47
6. „Prince" – 3:36
7. „Rocket Skates" – 4:14 (videoklip)
8. „Sextape" – 4:01 (videoklip)
9. „Risk" – 3:38
10. „976–EVIL" – 4:32
11. „This Place Is Death" – 3:48

### Bonusové skladby
Online předprodej
1. „Rocket Skates" (M83 remix) – 5:45

iTunes deluxe edice
1. „Do You Believe" (The Cardigans cover) – 3:27
2. „Ghosts" (Japan cover) – 4:27
3. „Caress" (Drive Like Jehu cover) – 3:33

## Hitparády
Album
| Hitparáda (2010) | Umístění |
| ---------------- | -------- |
| Austrálie        | 22       |
| Rakousko         | 13       |
| Nizozemsko       | 55       |
| Německo          | 8        |
| Francie          | 23       |
| Nový Zéland      | 8        |
| Švédsko          | 25       |
| USA              | 6        |
| Velká Británie   | 15       |

## Obsazení
Deftones
- Chino Moreno – Zpěv
- Stephen Carpenter – Elektrická kytara
- Sergio Vega – Basa, vokály v pozadí
- Abe Cunningham – Bicí
- Frank Delgado – Klávesy

Produkce
- Nick Raskulinecz – producent
- Ted Jensen – mastering